# Elgygytgyn
Eľgygytgyn (rusky Эльгыгытгын, čukotsky znamená Bílé jezero) je meteoritické jezero na severovýchodní Sibiři. Leží na severu Anadyrské pahorkatiny v Čukotském autonomním okruhu v Rusku. Má rozlohu 119 km². Má kulatý tvar s průměrem 12 km. Dosahuje maximální hloubky 169 m v centrální části. Objem vody je 14,1 km³. Povodí je 293 km² velké.

## Vodní režim
Zdroj vody je převážně sněhový. Do jezera ústí asi 50 malých přítoků a odtéká řeka Enmyvaam (přítok řeky Belaja, povodí Anadyru).

## Vlastnosti vody
Teplota vody dosahuje maximálně 3 °C (v létě).

## Literatura

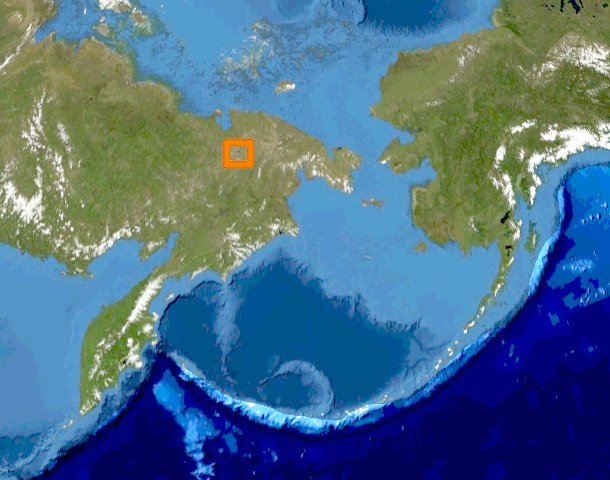